# Гренландська Вікіпедія
Гренландська Вікіпедія (гренл. Wikipedia) — розділ Вікіпедії гренландською мовою. Створена у 2003 році. Гренландська Вікіпедія станом на 26 березня 2025 року містить 242 статті, 14 804 зареєстрованих користувачів, 17 активних дописувачів, 3 адміністраторів
. Загальна кількість сторінок в гренландській Вікіпедії — 2257, редагувань — 75 551, мультимедійні файли відсутні
. Глибина (рівень розвитку мовного розділу) гренландської Вікіпедії дуже велика і становить аж 2320.7 пунктів
. 

## Історія
- Грудень 2010 — створена 1 000-на стаття[3].